# 我的阿北同學
《我的阿北同學》，2019年台灣電視電影，為中華電視公司優質台語影音計畫「華視金選劇場」劇目，烏夏數位文創娛樂製作，宋少卿、曾子益、詹宛儒、藍葦華、黃采儀、龐庸之領銜主演，2018年11月11日開拍，華視主頻2019年4月21日上檔。

## 劇情大綱
大學考場出現了一位阿伯，他叫林火，立志要考上台灣第一的大學。雖然他是在菜市場賣雞肉的攤販，但誰也沒想到，他竟破天荒地考上了福爾摩沙大學。
其實，林火有段不為人知的過去。當年，他拋棄了老婆兒子，如今，他之所以想上大學，是為了跟教授兒子-江子華相認。可是，事情沒那麼簡單，年過半百的阿伯踏入青春校園，各種難關迎面而來，他的身份也逐漸曝光，究竟這位高年級大學生能不能順利畢業呢？

## 演員列表
| 演員   | 角色   | 介紹 |
| 宋少卿 | 林火   | 菜市場的雞肉攤販，幽默風趣、愛吹牛澎風的歐吉桑，對女人很溫柔，對朋友重義氣。曾經風光一時，後來經營失敗，負債累累，只好拋棄了老婆跟兒子，過著落魄失意的日子。直到有一天，他終於下定決心，要考上福爾摩沙大學，改變自己的人生。 |
| 曾子益 | 江子華 | 福爾摩沙大學教授，是一個教學認真、平易近人的優秀老師，深受學生們的喜愛。平日更積極參與各種社會公益活動，然而，他內心卻有個難解的心結，始終無法原諒拋棄他們母子的生父。                                                       |
| 詹宛儒 | 小樂   | 大學新生，活潑開朗、聰明伶俐的女孩。正義感強烈，特別愛多管閒事。在學校人緣很好，喜歡結交各式各樣的朋友，也因為如此，才會跟林火阿北成為了忘年之交。                                                                           |
| 藍葦華 | 青菜哥 | 菜市場的青菜攤販，是林火的好麻吉。說話風趣幽默，贏得許多婆婆媽媽的喜愛。 |
| 黃采儀 | 麗美   | 小樂的母親，是一個溫柔善良的傳統女性。她年輕時就認識了林火與他的妻子月娥，三人曾經很要好。在林火拋家棄子後，她主動幫助月娥母子渡過難關。                                                                                     |
| 龐庸之 | 黑狗   | 有情有義的黑道兄弟。外表看似兇悍，內心卻很柔軟，從不欺負弱小。由於林火欠了他一筆錢，為了追債，到處尋找林火的蹤跡。 |
| 白欣平 | 夏伊蕾 | 大學新生，校園人氣正妹，網路上擁有上萬粉絲。 |
| 葛丞   | 李陽明 | 大學新生，名校畢業的高材生。第一志願本來是法律系，但考試失常，落榜到社會系。 |

## 播出時間
| 頻道        | 所在地   | 首播日期              | 播放時間      | 收視率 |
| ----------- | -------- | --------------------- | ------------- | ------ |
| 華視主頻    | 臺灣     | 2019年4月21日         | 21:30-23:15   | 0.41   |
| Astro欢喜台 | 马来西亚 | 2021年2月13日(年初二) | 21:30 - 23:30 | 无     |

(調查範圍是四歲以上收看電視之觀眾)

## 製作團隊
- 編劇 || 夏佩爾、烏奴奴
- 造型 || 烏奴奴、朱怡靜
- 梳妝 || 朱怡靜
- 梳妝助理 || 高珮薰
- 編審 || 于仕娟
- 執行製作 || 徐聖明、LuLu
- 執行製作助理 || 江俊宏、劉昱翎、張得中、椀彎
- 實習製作助理 || 阿儒、妙慈
- 道具組 || 強、LuLu、江俊宏、椀彎、鄭松
- 場景組 || LuLu、江俊宏、烏奴奴、夏佩爾、椀彎、徐聖明、劉昱翎、阿儒
- 服裝組 || 劉昱翎、椀彎、朱怡靜、詹宛儒
- 演員組 || 椀彎、張得中
- 劇照 || 強
- 劇照助理 || 羅子晴、椀彎、劉昱翎、LuLu
- 場記 || 周千琪
- 美術 || 強
- 美術助理 || 林沛淳、廖幸涓、林郁恩
- 海報視覺設計 || 強
- 行銷宣傳 || 華視公關服務中心 吳御嘩、羅仕倫、蔡森棋、劉持恩、曾興仁
- 攝影 || 陳冠愷
- 攝影協力 || 陳冠文
- 攝影大助 || 黃彥霖
- 攝影大助協力 || 郭澤穎
- 攝影二助 || 林展億、莊子豪
- 燈光 || 廖殷
- 燈光助理 || 董奕賢、萬又銘、賴怡安、楊鈺銘、江冠陞
- 收音 || 謝屏
- 收音協力 || 白仕安
- 收音助理 || 葉紹宸
- 剪接 || 烏奴奴
- 剪接助理 || 夏佩爾、臺北影業股份有限公司
- 後期統籌 || 張宇廣
- 後期協調 || 林筱晨
- 2D視覺特效組長 || 黃翰麒
- 2D視覺特效技師 || 李婉鈴、許乃元、唐鈺淇
- 2D視覺特效助理 || 戴雪如、鍾晨晨
- 片頭尾設計 || 許乃元
- Resolve調光師 || 張景翔
- 母帶製作 || 溫駿嚴、吳宜豐、劉加宥
- 數位後期製作 || 臺北影業股份有限公司
- 音樂製作 || 蔡佳穎
- 音效工程 || 葉約瑟
- 英文翻譯 || 陳映儒、烏奴奴
- 英語顧問 || 鄧惠文
- 台語顧問 || 呂美親
- 助導 || 鄭松
- 副導 || 羅子晴
- 導演 || 烏奴奴
- 製作人 || 王冠、夏佩爾
- 監製 || 趙大同

## 電視節目的變遷
| 中華民國 華視主頻 星期日 21:30 - 23:15 | 中華民國 華視主頻 星期日 21:30 - 23:15 | 中華民國 華視主頻 星期日 21:30 - 23:15 |
| -------------------------------------- | -------------------------------------- | -------------------------------------- |
|                                        | 我的阿北同學 （2019年4月21日）         |                                        |
| 蘇爺爺的肖像畫 （2019年4月14日）       | 夏之橘 （2019年4月28日）               |                                        |